# 울산 북구의회
울산 북구의회는 울산광역시 북구 지역을 관할하는 기초의회이다.